# Lambert II. (Löwen)
Lambert II., genannt Balderich der Gegürtete († 19. Juni 1054) war Graf von Löwen und Brüssel. Er war der zweite Sohn von Graf Lambert I. Je nach Quelle wird berichtet, dass er der Nachfolger seines Bruders Heinrich I. (zwischen 1048 und 1051) oder dessen Sohn Otto (Chroniken von Brabant, 14.–15. Jahrhundert) gewesen sei.
Als Graf von Löwen wird er erstmals am 3. Januar 1041 bezeugt. Er war auch Graf von Brüssel sowie Vogt von Nivelles und Gembloux. Am 16. November 1047 stiftete er gemeinsam mit seiner Ehefrau Oda von Verdun die Sankt-Gudula-Kapelle in der Sankt-Michaels-Kirche in Brüssel, um dort die Reliquien der heiligen Gudula von Brüssel, der heutigen belgischen Nationalheiligen, unterzubringen.
Er schloss sich dem Aufstand Balduins V., Graf von Flandern, gegen den Kaiser Heinrich III. an. In einem Gefecht mit kaiserlichen Soldaten fiel er 1054 bei Tournai. Er wurde in der Abteikirche von Nivelles beigesetzt. Sein Sohn Heinrich II. wurde sein Nachfolger.
Lambert II. war mit Oda von Verdun verheiratet, einer Tochter von Herzog Gotzelo I. von Niederlothringen. Ihre Kinder waren
- Heinrich II. († 1078)
- Adela († 1083) ⚭ 1. Otto I. († 1067) Graf von Weimar-Orlamünde und von 1062 bis 1067 Markgraf von Meißen ⚭ 2. Dedo I., († 1075) Graf von Wettin, von 1046 bis 1069 und von 1069 bis 1075 Markgraf der Lausitz
- Reginar († 1067 im Haspengau)